# منتخب سويسرا لكرة القدم للسيدات
منتخب سويسرا لكرة القدم للسيدات تمثل سويسرا في كرة القدم النسائية الدولية. وقد لعب الفريق أول مباراة له في عام 1972. وكانت آخر مسابقة لها مؤهلة لكأس العالم للسيدات 2015، وقد تأهلن كأفضل فريق في مجموعتهن. وستكون هذه هي المرة الأولى التي تشارك فيها سويسرا في نهائيات كأس العالم للسيدات، وهي المرة الأولى التي يتأهل فيها فريق الرجال وفريق السيدات لكأس العالم في وقت واحد.
تأهلت سويسرا للبطولة الأوروبية لأول مرة في عام 2017. مع أنها لم تأهل أبدا للألعاب الأولمبية.